# 운명의 산 낭가 파르밧
《운명의 산 낭가 파르밧》(Nanga Parbat)은 2010년 공개된 독일의 영화이다.

## 줄거리
영화는 낭가파르바트 등반 중 비극적인 사건을 겪은 메스너 형제의 이야기를 중심으로 전개된다. 영화는 과거, 형제인 라인홀트와 귄터가 위험한 등반 끝에 산 정상에 도달하는 장면으로 시작한다. 현재 시점에서 낭가파르바트 원정을 이끌었던 카를 헤를리히코퍼는 라인홀트가 동생의 죽음에 책임이 있다고 비난하고, 언론은 낭가파르바트에서 무슨 일이 있었는지 묻기 위해 라인홀트에게 몰려든다.
라인홀트는 어린 시절부터 시작된 이야기를 들려준다. 성당 벽을 오르다 신부에게 혼나고, 학교 수업 중에는 아버지에게 등반을 위험하게 한다고 혼나는 등 어린 시절부터 등반에 대한 열정을 보인다. 교회 지붕에서 낭가파르바트 산을 보며 등반을 꿈꾸던 형제는 성장 후 카를 헤를리히코퍼를 만나 낭가파르바트 원정을 함께하기로 결정한다.
원정대는 파키스탄으로 떠나 독일 정부로부터 추가 자금 지원을 받아낸다. 베이스캠프에 도착한 후 라인홀트와 귄터를 포함한 네 명은 등반을 시작하지만, 악천후로 인해 위험에 처한다. 라인홀트는 등반을 포기하고 베이스캠프로 돌아가라는 무전 연락을 받지만, 동생 귄터와 함께 등반을 강행한다. 결국 정상에 오르는 데 성공하지만, 하산 중 귄터가 부상을 입고 눈사태로 사망한다. 라인홀트는 동생을 잃은 슬픔 속에서 다른 경로로 하산하고, 다른 대원들은 라인홀트 형제가 사망했다고 판단하여 독일로 돌아갈 준비를 한다. 라인홀트는 현지인들에게 구조되어 다시 베이스캠프로 돌아가 동료들을 만나고, 결국 오스트리아 인스부르크 병원에서 치료를 받는다. 영화는 귄터의 죽음을 애도하는 사람들의 모습과 함께 끝을 맺는다.

## 출연

### 주연
- 플로리안 슈테터
- 안드레아스 토비아스

### 조연
- 카알 마르코빅스
- 세바스찬 베젤
- 볼커 브루흐
- 마티아스 하비흐
- 마이클 크랜즈
- 마커스 크로저
- 레나 스톨즈

## 기타
- 의상: 리네이트 쇼에니언